# Shadowlands
Shadowlands (bra: Terra das Sombras; prt: Shadowlands - Dois Estranhos e Um Destino) é um filme britânico de 1993, do gênero drama romântico-biográfico, dirigido por Richard Attenborough com roteiro de William Nicholson baseado em sua peça teatral que aborda a relação amorosa entre o acadêmico de Oxford C. S. Lewis e poeta americana Joy Davidman, sua trágica morte de câncer, e como isso desafiou a fé cristã de Lewis.  

## Sinopse
C.S. Lewis, um escritor solteiro e de meia-idade, professor da Universidade de Oxford e que dedica sua vida à rotina intelectual, conhece Joy Gresham, uma escritora estadunidense por quem desenvolve uma grande amizade.

## Elenco principal
- Anthony Hopkins .... C. S. "Jack" Lewis
- Debra Winger .... Joy Greesham
- Edward Hardwicke .... Warren "Warnie" Lewis
- Joseph Mazzello .... Douglas Gresham
- Roddy Maude-Roxby .... Arnold Dopliss
- John Wood .... Christopher Riley
- Andrew Seear .... Bob Chafer
- Tim McMullan .... Nick Farrell
- Michael Denison .... "Harry" Harrington
- Peter Firth .... dr. Craig
- Matthew Delamere .... Simon Chadwick
- Julian Fellowes .... Desmond Arding
- Julian Firth .... padre John Fisher
- Robert Flemyng .... Claude Bird
- Andrew Hawkins .... Rupert Parrish
- Toby Whithouse .... Frith

## Recepção da crítica
Shadowlands tem aclamação por parte da crítica especializada. Com o Tomatometer de 96% em base de 28 críticas, o Rotten Tomatoes chegou ao consenso: "Graças a performances brilhantes de Debra Winger e, especialmente, Anthony Hopkins, Shadowlands é um retrato comovente de romance do erudito britânico CS Lewis com Joy Gresham poeta americano". Por parte da audiência do site tem 89% de aprovação.

## Principais prêmios e indicações
Oscar 1994 (EUA)
- Recebeu duas indicações, nas categorias de Melhor Atriz (Debra Winger)[carece de fontes?] e Melhor Roteiro Adaptado[carece de fontes?]

BAFTA 1994 (Reino Unido)
- Venceu nas categorias de Melhor Filme Britânico[carece de fontes?] e Melhor Ator (Anthony Hopkins)[carece de fontes?]

- Indicado nas categorias de Melhor Filme[carece de fontes?], Melhor Atriz (Debra Winger)[carece de fontes?] e Melhor Roteiro Adaptado[carece de fontes?]

- Richard Attenborough foi indicado ao Prêmio David Lean para Melhor Direção[carece de fontes?]